# Lista över UN-nummer 3301 till 3400
Det här är en lista över UN-nummer 3301 till 3400. UN-nummer är fyrsiffriga nummer som identifierar farliga ämnen och produkter (som explosiva och giftiga material) av kommersiell vikt.

## UN-nummer 3301 till 3400[1]
| UN-nummer | Klass | Namn |
| --------- | ----- | --- |
| UN 3301   | 8     | Frätande vätska, självupphettande, N.O.S. |
| UN 3302   | 6.1   | 2-Dimetylaminoetylakrylat |
| UN 3303   | 2.3   | Komprimerad gas, giftig, oxiderande, N.O.S. |
| UN 3304   | 2.3   | Komprimerad gas, giftig, frätande, N.O.S. |
| UN 3305   | 2.3   | Komprimerad gas, giftig, brandfarlig, frätande, N.O.S. |
| UN 3306   | 2.3   | Komprimerad gas, giftig, oxiderande, frätande, N.O.S. |
| UN 3307   | 2.3   | Kondenserad gas, giftig, oxiderande, N.O.S. |
| UN 3308   | 2.3   | Kondenserad gas, giftig, frätande, N.O.S. |
| UN 3309   | 2.3   | Kondenserad gas, giftig, brandfarlig, frätande, N.O.S. |
| UN 3310   | 2.3   | Kondenserad gas, giftig, oxiderande, frätande, N.O.S. |
| UN 3311   | 2.2   | Gas, kyld, flytande, oxiderande, N.O.S. |
| UN 3312   | 2.1   | Gas, kyld, flytande, brandfarlig, N.O.S. |
| UN 3313   | 4.2   | Organiska pigment, självupphettande |
| UN 3314   | 9     | Gjutmassa av plastförening, som massa, deg, blad eller i sprutad/pressad form, som avger brandfarliga ångor |
| UN 3315   | 6.1   | Kemiskt prov, giftigt |
| UN 3316   | 9     | Kemisats ELLER Reagenssats ELLER Första förbandssats |
| UN 3317   | 4.1   | 2-Amino-4,6-dinitrofenol, fuktad, med minst 20 vikt-% vatten |
| UN 3318   | 2.3   | Ammoniaklösning i vatten, densitet mindre än 0,880 kg/l vid 15 °C, med över 50 % ammoniak |
| UN 3319   | 4.1   | Nitroglycerin, blandning, okännsliggjord, fast, N.O.S., med mer än 2 vikt-% men högst 10 vikt-% nitroglycerin |
| UN 3320   | 8     | Natriumborhydrid och natriumhydroxid, lösning, med högst 12 vikt-% natriumborhydrid och högst 40 vikt-% natriumhydroxid |
| UN 3321   | 7     | Radioaktivt ämne, låg specifik aktivitet (LSA-II), ej fissilt eller undantaget fissilt |
| UN 3322   | 7     | Radioaktivt ämne, låg specifik aktivitet (LSA-III), ej fissilt eller undantaget fissilt |
| UN 3323   | 7     | Radioaktivt ämne, kolli av Typ C, ej fissilt eller undantaget fissilt |
| UN 3324   | 7     | Radioaktivt ämne, låg specifik aktivitet (LSA-II), fissilt |
| UN 3325   | 7     | Radioaktivt ämne, låg specifik aktivitet (LSA-III), fissilt |
| UN 3326   | 7     | Radioaktivt ämne, ytkontaminerade föremål (SCO-I eller SCO-II), fissilt |
| UN 3327   | 7     | Radioaktivt ämne, kolli av Typ A, fissilt, ej av speciell beskaffenhet |
| UN 3328   | 7     | Radioaktivt ämne, kolli av Typ B(U), fissilt |
| UN 3329   | 7     | Radioaktivt ämne, kolli av Typ B(M), fissilt |
| UN 3330   | 7     | Radioaktivt ämne, kolli av Typ C, fissilt |
| UN 3331   | 7     | Radioaktivt ämne, transporterat enligt särskild överenskommelse, fissilt |
| UN 3332   | 7     | Radioaktivt ämne, kolli av Typ A, speciell beskaffenhet, ej fissilt eller undantaget fissilt |
| UN 3333   | 7     | Radioaktivt ämne, kolli av Typ A, speciell beskaffenhet, fissilt |
| UN 3334   | 9     | Vätska som omfattas av luftfartsbestämmelser, N.O.S. |
| UN 3335   | 9     | Fast ämne som omfattas av luftfartsbestämmelser, N.O.S. |
| UN 3336   | 3     | Merkaptaner, flytande, brandfarliga, N.O.S. ELLER Merkaptanblandning, flytande, brandfarlig, N.O.S. |
| UN 3337   | 2.2   | Köldmedium R404A (pentafluoretan, 1,1,1-trifluoretan och 1,1,1,2-tetrafluoretan, icke-azeotrop blandning med ca 44 % pentafluoretan och 52 % 1,1,1-trifluoretan)                                                            |
| UN 3338   | 2.2   | Köldmedium R407A (difluormetan, pentafluoretan och 1,1,1,2-tetrafluoretan, icke-azeotrop blandning med ca 20 % difluormetan och 40 % pentafluoretan)                                                                        |
| UN 3339   | 2.2   | Köldmedium R407B (difluormetan, pentafluoretan och 1,1,1,2-tetrafluoretan, icke-azeotrop blandning med ca 10 % difluormetan och 70 % pentafluoretan)                                                                        |
| UN 3340   | 2.2   | Köldmedium R407C (difluormetan, pentafluoretan och 1,1,1,2-tetrafluoretan, icke-azeotrop blandning med ca 23 % difluormetan och 25 % pentafluoretan)                                                                        |
| UN 3341   | 4.2   | Tioureadioxid |
| UN 3342   | 4.2   | Xantater |
| UN 3343   | 3     | Nitroglycerin, blandning, okänssliggjord, flytande, brandfarlig, N.O.S., med högst 30 vikt-% nitroglycerin |
| UN 3344   | 4.1   | Pentaerytrittetranitrat (pentaerytritoltetranitrat, PETN), blandning, okänsliggjord, fast, N.O.S., med mer än 10 vikt-% men högst 20 vikt-% PETN                                                                            |
| UN 3345   | 6.1   | Fenoxiättiksyraderivatpesticid, fast, giftig |
| UN 3346   | 3     | Fenoxiättiksyraderivatpesticid, flytande, brandfarlig, giftig, flampunkt under 23 °C |
| UN 3347   | 6.1   | Fenoxiättiksyraderivatpesticid, flytande, giftig, brandfarlig, flampunkt minst 23 °C |
| UN 3348   | 6.1   | Fenoxiättiksyraderivatpesticid, flytande, giftig |
| UN 3349   | 6.1   | Pyretroidpesticid, fast, giftig |
| UN 3350   | 6.1   | Pyretroidpesticid, flytande, brandfarlig, giftig, flampunkt under 23 °C |
| UN 3351   | 6.1   | Pyretroidpesticid, flytande, giftig, brandfarlig, flampunkt minst 23 °C |
| UN 3352   | 6.1   | Pyretroidpesticid, flytande, giftig |
| UN 3353   |       | |
| UN 3354   | 2.1   | Insekticid, gas, brandfarlig, N.O.S. |
| UN 3355   | 2.3   | Insekticid, gas, giftig, brandfarlig, N.O.S. |
| UN 3356   | 5.1   | Syregenerator, kemisk |
| UN 3357   | 3     | Nitroglycerin, blandning, okänsliggjord, flytande, N.O.S., med högst 30 vikt-% nitroglycerin |
| UN 3358   | 2.1   | Kylmaskiner, innehållande brandfarlig, ej giftig kondenserad gas |
| UN 3359   | 9     | Gasbehandlad lastbärare |
| UN 3360   | 4.1   | Fibrer, vegetabiliska, torra |
| UN 3361   | 6.1   | Klorsilaner, giftiga, frätande, N.O.S. |
| UN 3362   | 6.1   | Klorsilaner, giftiga, frätande, brandfarliga, N.O.S. |
| UN 3363   | 9     | Farligt gods i maskiner ELLER Farligt gods i utrustning |
| UN 3364   | 4.1   | Trinitrofenol (pikrinsyra), fuktad med minst 10 vikt-% vatten |
| UN 3365   | 4.1   | Trinitroklorbensen (pikrylklorid), fuktad med minst 10 vikt-% vatten |
| UN 3366   | 4.1   | Trinitrotoluen (TNT), fuktad med minst 10 vikt-% vatten |
| UN 3367   | 4.1   | Trinitrobensen, fuktad med minst 10 vikt-% vatten |
| UN 3368   | 4.1   | Trinitrobensoesyra, fuktad med minst 10 vikt-% vatten |
| UN 3369   | 4.1   | Natriumdinitro-o-kresolat, fuktad med minst 10 vikt-% vatten |
| UN 3370   | 4.1   | Ureanitrat, fuktad med minst 10 vikt-% vatten |
| UN 3371   | 3     | 2-Metylbutanal |
| UN 3372   | 6.2   | Biologiskt ämne, Kategori B |
| UN 3373   | 6.2   | Biologiskt ämne, Kategori B (animalt material) |
| UN 3374   | 2.1   | Acetylen, utan lösningsmedel |
| UN 3375   | 5.1   | Ammoniumnitrat, emulsion eller suspension eller gel, flytande, mellanprodukt för tillverkning av sprängämnen ELLER Ammoniumnitrat, emulsion eller suspension eller gel, fast, mellanprodukt för tillverkning av sprängämnen |
| UN 3376   | 4.1   | 4-Nitrofenylhydrazin, med minst 30 vikt-% vatten |
| UN 3377   | 5.1   | Natriumperboratmonohydrat |
| UN 3378   | 5.1   | Natriumkarbonatperoxihydrat |
| UN 3379   | 3     | Okänsliggjort explosivämne, flytande, N.O.S. |
| UN 3380   | 4.1   | Okänsliggjort explosivämne, fast, N.O.S. |
| UN 3381   | 6.1   | Giftig vätska vid inandning, N.O.S., med ett LC50-värde om högst 200 ml/m3 och mättad ångkoncentration om minst 500 LC50 |
| UN 3382   | 6.1   | Giftig vätska vid inandning, N.O.S., med ett LC50-värde om högst 1000 ml/m3 och mättad ångkoncentration om minst 10 LC50 |
| UN 3383   | 6.1   | Giftig vätska vid inandning, brandfarlig, N.O.S., med ett LC50-värde om högst 200 ml/m3 och mättad ångkoncentration om minst 500 LC50                                                                                       |
| UN 3384   | 6.1   | Giftig vätska vid inandning, brandfarlig, N.O.S., med ett LC50-värde om högst 1000 ml/m3 och mättad ångkoncentration om minst 10 LC50                                                                                       |
| UN 3385   | 6.1   | Giftig vätska vid inandning, vattenreaktiv, N.O.S., med ett LC50-värde om högst 200 ml/m3 och mättad ångkoncentration om minst 500 LC50                                                                                     |
| UN 3386   | 6.1   | Giftig vätska vid inandning, vattenreaktiv, N.O.S., med ett LC50-värde om högst 1000 ml/m3 och mättad ångkoncentration om minst 10 LC50                                                                                     |
| UN 3387   | 6.1   | Giftig vätska vid inandning, oxiderande, N.O.S., med ett LC50-värde om högst 200 ml/m3 och mättad ångkoncentration om minst 500 LC50                                                                                        |
| UN 3388   | 6.1   | Giftig vätska vid inandning, oxiderande, N.O.S., med ett LC50-värde om högst 1000 ml/m3 och mättad ångkoncentration om minst 10 LC50                                                                                        |
| UN 3389   | 6.1   | Giftig vätska vid inandning, frätande, N.O.S., med ett LC50-värde om högst 200 ml/m3 och mättad ångkoncentration om minst 500 LC50                                                                                          |
| UN 3390   | 6.1   | Giftig vätska vid inandning, frätande, N.O.S., med ett LC50-värde om högst 1000 ml/m3 och mättad ångkoncentration om minst 10 LC50                                                                                          |
| UN 3391   | 4.2   | Pyrofort metallorganiskt ämne, fast |
| UN 3392   | 4.2   | Pyrofort metallorganiskt ämne, flytande |
| UN 3393   | 4.2   | Pyrofort metallorganiskt ämne, fast, vattenreaktivt |
| UN 3394   | 4.2   | Pyrofort metallorganiskt ämne, flytande, vattenreaktivt |
| UN 3395   | 4.3   | Vattenreaktivt metallorganiskt ämne, fast |
| UN 3396   | 4.3   | Vattenreaktivt metallorganiskt ämne, fast, brandfarligt |
| UN 3397   | 4.3   | Vattenreaktivt metallorganiskt ämne, fast, självupphettande |
| UN 3398   | 4.3   | Vattenreaktivt metallorganiskt ämne, flytande |
| UN 3399   | 4.3   | Vattenreaktivt metallorganiskt ämne, flytande, brandfarligt |
| UN 3400   | 4.2   | Självupphettande metallorganiskt ämne, fast |